# 산청 도천서원 신안사재
산청 도천서원 신안사재(山淸 道川書院 新安思齋)는 대한민국 경상남도 산청군 신안면 신안리에 있는 조선시대의 건축물이다.
1983년 8월 24일 경상남도의 유형문화재 제237호 도천서원 신안사재으로 지정되었다가, 2018년 12월 20일 현재의 명칭으로 변경되었다.

## 개요
문익점(1329∼1398) 선생이 태어난 곳으로 나라에서 선생의 공적을 기리기 위해 지은 사당이다. 선생은 고려 때의 문신이며 우리나라에 목화를 처음 들여온 것으로 유명하다.
서원은 조선 세조 7년(1461)에 세웠으며, 조선 정조 11년(1787)에 ‘도천서원’이라는 현판을 받았다. 고종 8년(1871) 흥선대원군의 서원철폐령으로 철거되었다가 1975년에 사당인 삼우사를 짓고 서원으로 복원되었다. 서원 내의 신안사재는 조선 명종 6년(1551)에 지은 것이며, 현재 건물은 조선 순조 4년(1804)에 다시 지어진 것이다.
서원의 전체적인 배치는 공부하는 공간인 강당과 유생들의 기숙사인 동재·서재가 앞쪽에 제사를 지내는 공간인 삼우사가 뒤쪽에 있는 전학후묘의 형태로 되어있다. 또한 출입구인 내삼문과 외삼문이 있으며, 제사 때 관리들의 숙소로 사용하던 신안사재가 있다. 신안사재는 앞면 4칸·옆면 2칸으로 지붕옆면이 여덟 팔(八)자 모양인 팔작지붕 건물이다. 건물의 양쪽 끝 한칸씩 넓은 마루를 두었다.

## 참고 문헌
- 산청 도천서원 신안사재 - 국가유산청 국가유산포털